# Tapuruia felisbertoi
Tapuruia felisbertoi là một loài bọ cánh cứng trong họ Cerambycidae.